# Reinaldo Coloma
Luis Reinaldo Coloma Mendoza (* 15. April 1930 in Valparaíso; † 5. Mai 1993 ebenda) war ein chilenischer Fußballspieler. Der Abwehrspieler wurde 1958 chilenischer Meister.

## Karriere
Reinaldo Coloma, auch Chico (deutsch: Junge) genannt, begann seine Profikarriere 1948 bei den Santiago Wanderers und gewann in seiner Zeit bis 1960 die Meisterschaft 1958 und die Copa Chile. Zum Abschluss seiner Karriere spielte er 1961 für Everton.

## Erfolge
Santiago Wanderers
- Chilenischer Meister: 1958
- Chilenischer Pokalsieger: 1959